# Rzeki w Danii

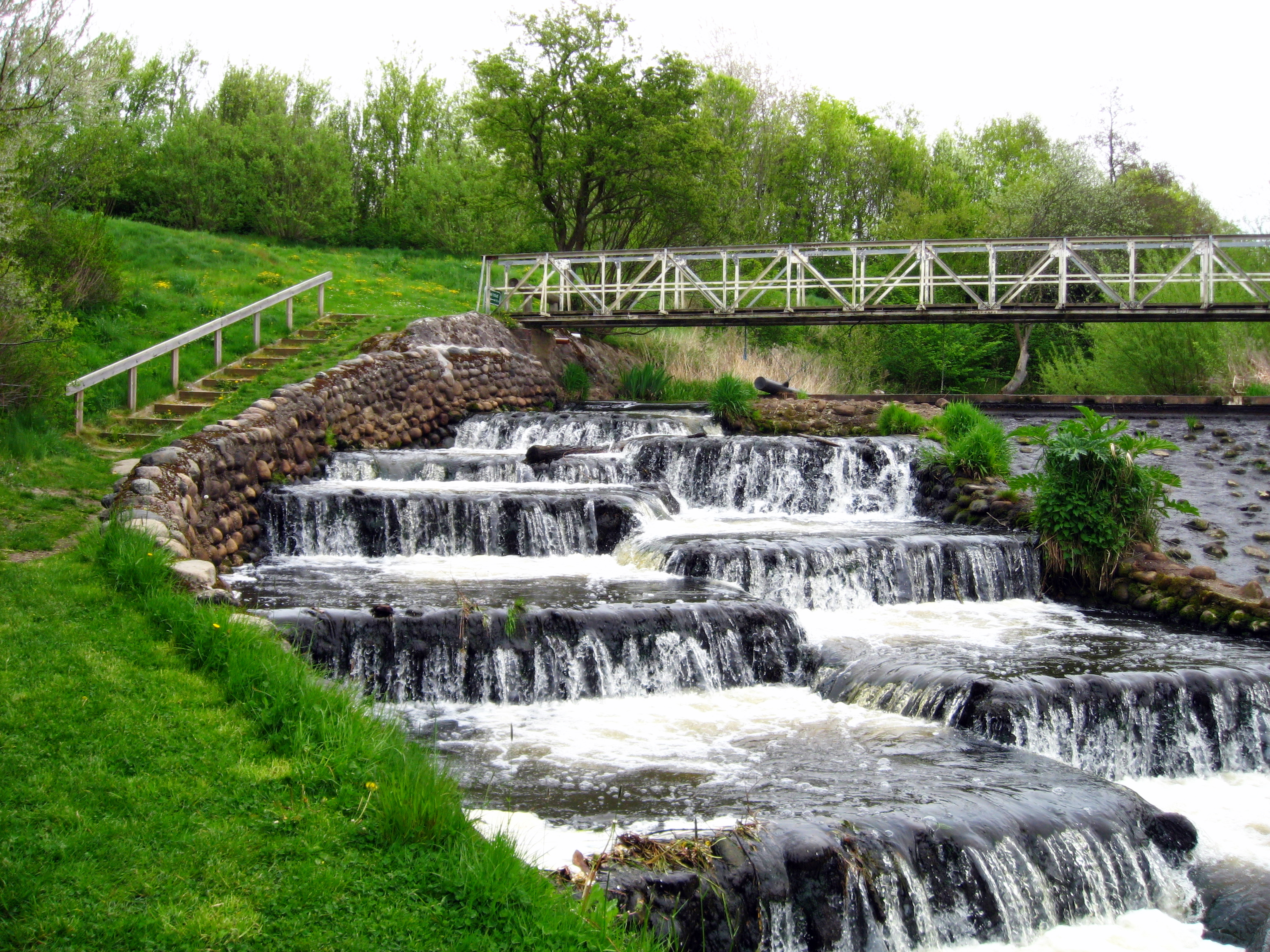
Rzeka Uggerby Å w miejscowości Bindslev

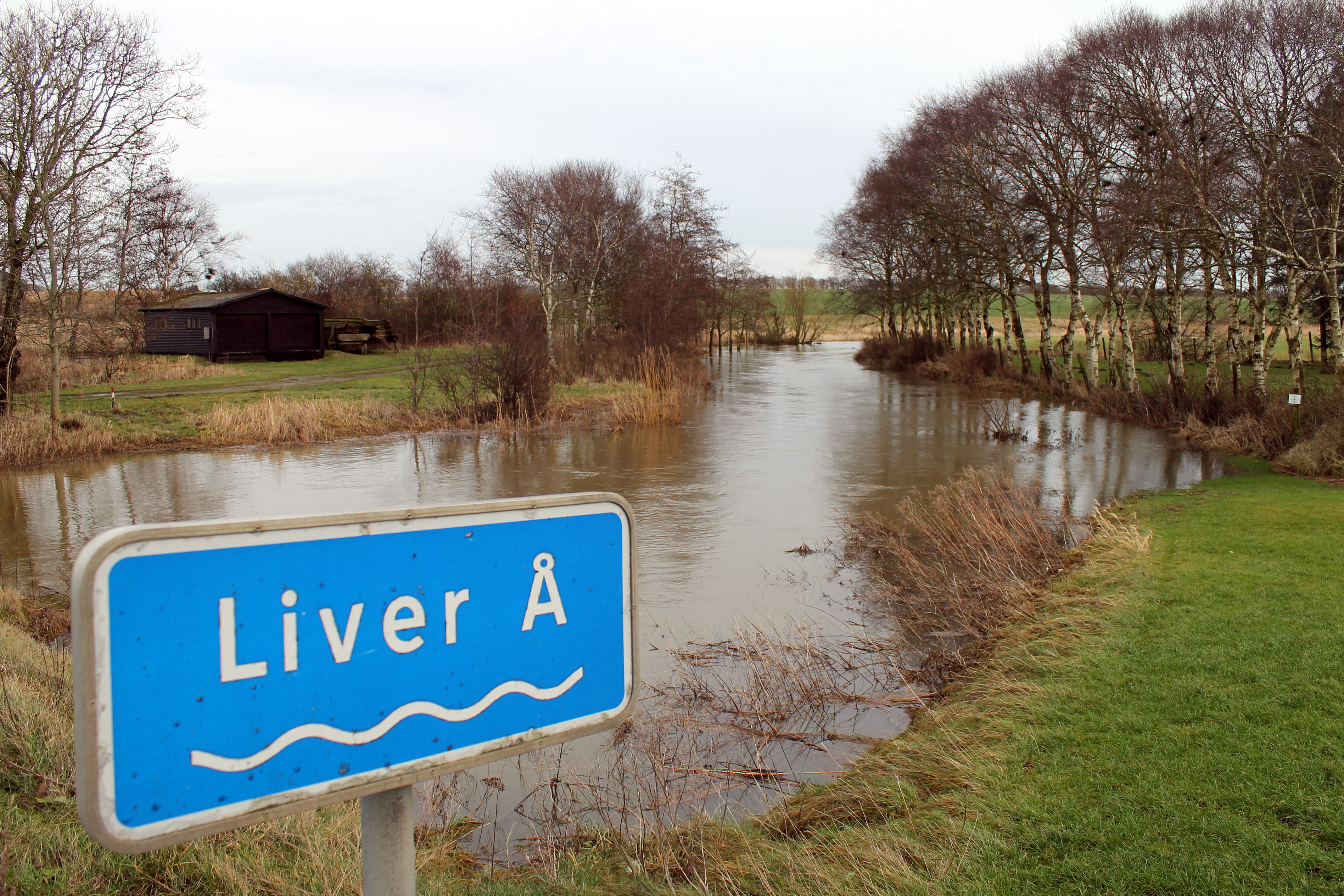
Rzeka Liver Å w miejscowości Hjørring

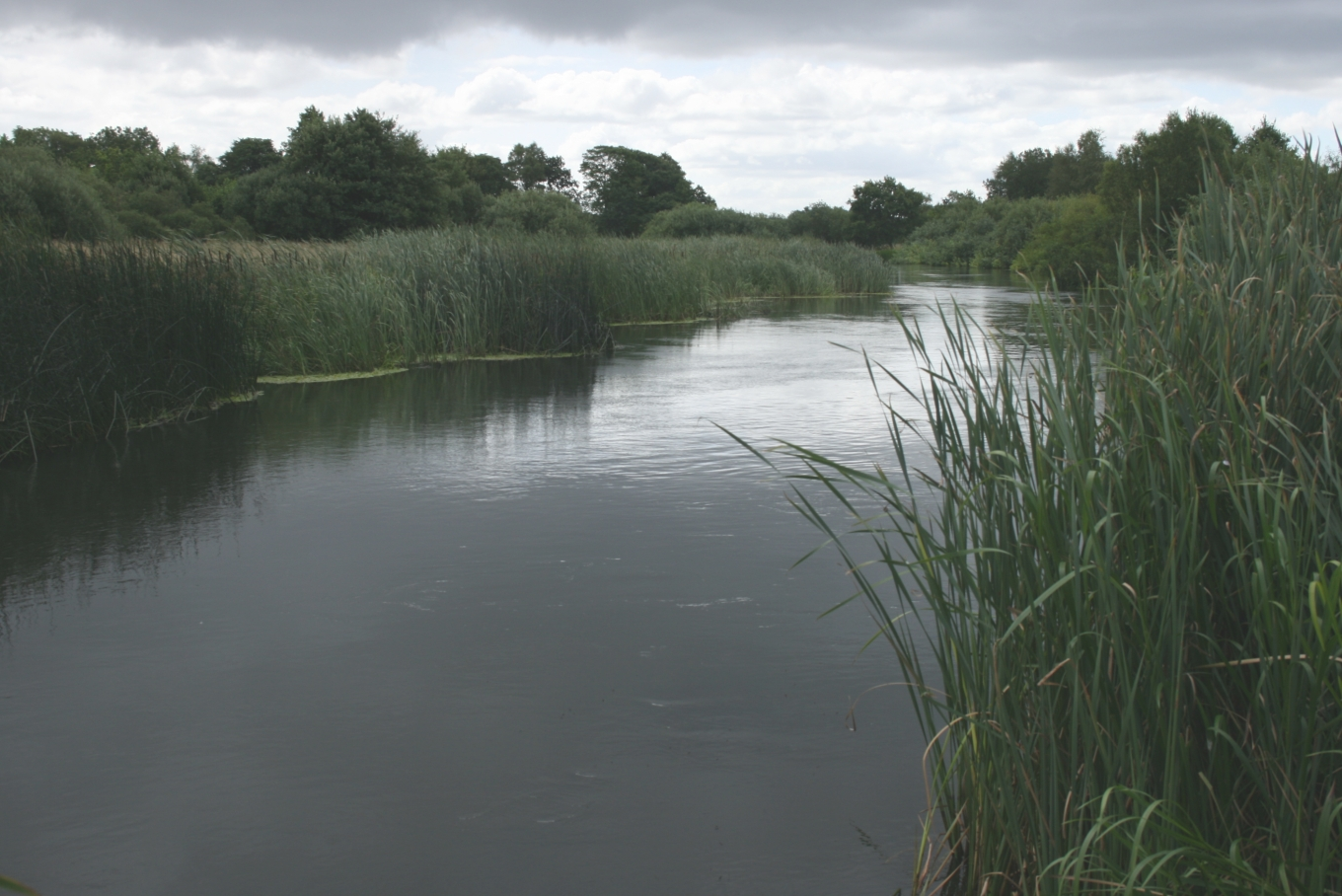
Najdłuższa rzeka Danii – Gudenå w środkowej Jutlandii

Rzeki Danii – w Danii nie występują duże rzeki, zaledwie 3 z nich ma długość 100 km lub większą. Wszystkie rzeki są płytkie, zamulone i mają małe spadki, co oznacza niski przepływ wody. Nie nadają się do żeglugi. Gęstość sieci cieków duńskich jest jednak wysoka (ze względu na dużą liczbę dopływów) – wynosi od 0,4 do 0,6 km/km².
Największą rzeką Danii, zarówno pod względem długości, jak i powierzchni dorzecza, jest Gudenå.

## Zestawienie
|     | Rzeka        | Dorzecze w km² | Długość w km |
| --- | ------------ | -------------- | ------------ |
| 1.  | Gudenå       | 2640           | 160          |
| 2.  | Skjern Å     | 2340           | 95           |
| 3.  | Vidå         | 1130           | 68           |
| 4.  | Storå        | 1100           | 105          |
| 5.  | Varde Å      | 1090           | 100          |
| 6.  | Ribe Å       | 920            | 67           |
| 7.  | Suså         | 835            | 83           |
| 8.  | Odense Å     | 785            | 53           |
| 9.  | Karup Å      | 756            | 78           |
| 10. | Rye Å        | 570            | 60           |
| 11. | Halleby Å    | 545            | 62           |
| 12. | Gren Å       | 500            | 41           |
| 13. | Lindenborg Å | 399            | 45           |
| 14. | Uggerby Å    | 355            | 55           |
| 15. | Aarhus Å     | 350            | 33           |
| 16. | Vors Å       | 245            | 34           |

## Nazewnictwo
Większość nazw duńskich rzek kończy się na -å lub Å, gdyż å to w języku duńskim słowo oznaczające rzekę, potok, strumień.
Według publikacji Komisji Standaryzacji Nazw Geograficznych poza Granicami Rzeczypospolitej Polskiej żadna z duńskich rzek nie ma polskiej nazwy.